# イチイ
イチイ（一位、水松、学名: Taxus cuspidata）は、イチイ科イチイ属の植物。またはイチイ属の植物の総称。常緑針葉樹。英語では Japanese Yew と呼ばれ、同属のヨーロッパイチイ T. baccataは単に Yew あるいは European Yew と呼ばれる。秋に実る赤い実（仮種皮）は、食用にできる。生長が遅く年輪が詰まった良材となり、弓の材としてもよく知られる。

## 名称
属の学名 Taxusはヨーロッパイチイのギリシャ語名で弓を意味する taxosから、種小名 cuspidata は「急に尖った」の意味。
和名イチイは、神官が使う笏がイチイの材から作られたことから、仁徳天皇がこの樹に正一位を授けたので「イチイ」の名が出たとされている。また一説には仁徳天皇がこの樹で正一位の高官に与える笏を作らせたともいう。
中国名は、東北紅豆杉。

### 日本語における別名
別名は数多くあり、前述の笏にまつわるエピソードからシャクノキの名称があり、そのほかアララギ、キャラボク、スオウ、ヤマビャクダンなどと呼ばれる。北海道や東北地方ではオンコとして知られている。東北地方ではこのほかオッコ、オッコノキ、ウンコ、アッコとも呼ばれる。長野県松本地方ではミネゾと呼ばれている。

### アイヌ語名
ラㇽマニ（rarmani）と呼ばれ、このほか地域によりララマニ（raramani） タㇽマニ（tarmani）と訛って呼ばれた。荻伏（浦河町）のアイヌはクネニ（kuneni）と呼んでいたが、これは「弓（ku）になる（ne）木（ni）」の意である。

## 分布
日本の北海道、本州、四国、九州、日本国外では千島列島（及び樺太、シベリア東部）、中国東北部、朝鮮半島に分布。北海道では標高の低い地域にも自然分布するが、四国や九州では山岳地帯に分布する。庭木としては、日本のほぼ全国で一般的に見られる。
大抵は山地に分布するが、多くは林を形成することは少なく、暗い林の中で1、2本ずつばらついて生えている。北海道の屈斜路湖周辺や茶内（浜中町）などでは、まとまったイチイの林が見られる。

## 特徴
常緑針葉樹の高木で、高さ15メートルほどの高木になるが、暗い場所で育つため成長は遅く寿命は長い。樹形は円錐形になる。陰樹で林の中では枝が不ぞろいになるが、明るい場所でもよく生育し、均等に枝を出してびっしりと葉に覆われた姿になる。幹の直径は50 - 100センチメートルほどになり、幹の目通り径が30センチメートルになるまでに、100年かかるといわれている。樹皮は赤褐色で縦に裂けて、はじめやや不規則に剥がれ、老木ではさらに深い縦のくぼみができる。若枝は緑色や褐色である。花芽は葉のつけ根につき、葉芽は枝の先にもつく。葉芽は楕円形で多数の芽鱗に包まれる。花芽は球形である。
葉は羽状に互生し、濃緑色で、線形をし、先端は尖っているが柔らかく触ってもそれほど痛くない。枝に2列に並び、先端では螺旋状につく。
花期は3 - 4月。雌雄異株（稀に雌雄同株）。小形の花をつける。果期は9 - 10月で、初秋に赤い実をつける。種子は球形で、杯状で赤い多汁質の仮種皮の内側におさまっている。外から見れば、赤い湯飲みの中に丸い種が入っているような感じである。果肉は食べることができるが、それ以外の部分に毒がある。種子は堅く、なかなか発芽しないが、鳥が食べて砂嚢で揉まれて糞と一緒に排泄されると、発芽しやすくなると言われている。
- イチイの果実
- イチイの木（生け垣）

### 有毒成分
果肉を除く葉や植物全体に有毒・アルカロイドのタキシン（taxine）が含まれている。種子を誤って飲み込むと中毒を起こす。摂取量によっては痙攣を起こし、呼吸困難で死亡することがあるため注意が必要である。

## 変種、品種
イチイの変種、品種などとして下記のものがある。
- Taxus cuspidata イチイ
  - ver. cuspidata
    - f. luteobaccata キミノオンコ

  - ver. nana キャラボク
    - 'Aurescens' オウゴンキャラ

### キャラボク
イチイの変種であるキャラボク（伽羅木） Taxus cuspidata var. nanaは、常緑低木で高さは0.5 - 2メートル、幹は直立せずに斜に立つ。根元から多くの枝が分かれて横に大きく広がる。雌雄異株で、花は春（3 - 5月）に咲き、雌木は秋（9 - 10月）になると赤い実をつけ、味はわずかに甘い。
本州の日本海側の秋田県真昼岳 - 鳥取県伯耆大山の高山など多雪地帯に自生する。鳥取県伯耆大山の8合目近辺に自生するキャラボクはダイセンキャラボクと呼ばれ、その群生地は「大山のダイセンキャラボク純林」として特別天然記念物に指定されている。また、国外では朝鮮半島にも分布する。
名の由来は、キャラボクの材が、香木のキャラ（伽羅）に似ているためだが、全くの別種である。
キャラボクと通常のイチイを比べた場合。全体的にはイチイの方が葉が明らかに大きい。イチイとの最大の違いは、イチイのように葉が2列に並ばず、不規則に螺旋状に並ぶ点である。ただし、イチイも側枝以外では螺旋状につくので注意が必要である。

## 用途

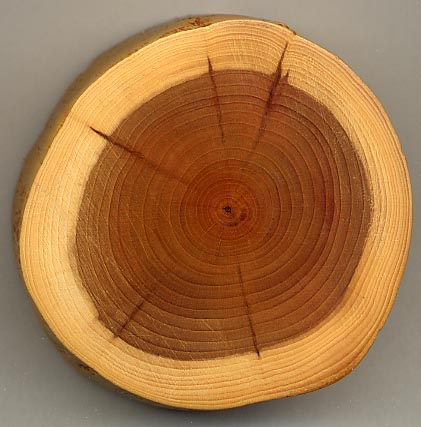
樹齢27年のイチイ。外周部は白太、心材と樹心は赤身、濃い放射状の部分は節目である。

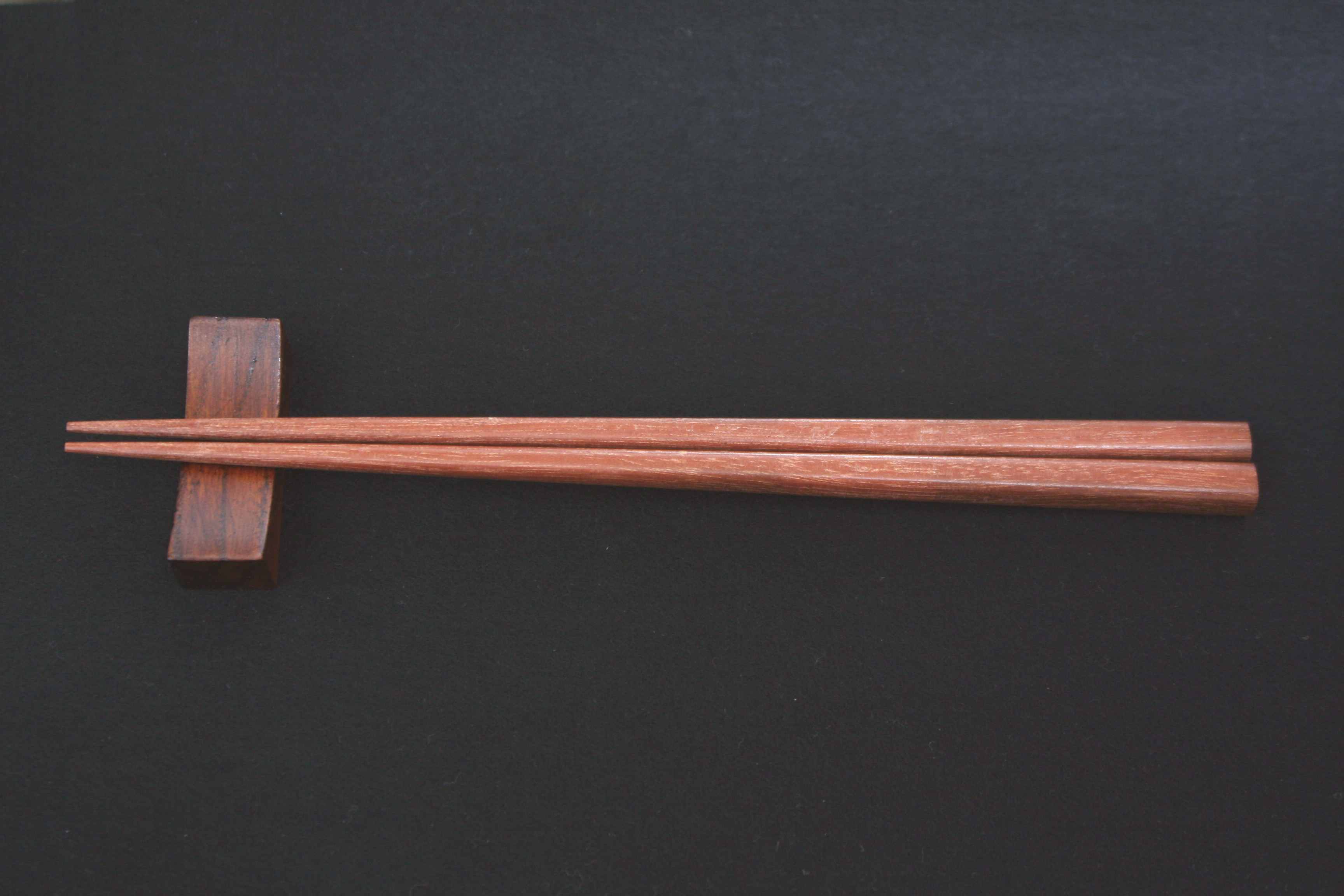
イチイの箸。

### 植木
耐陰性、耐寒性があり刈り込みにもよく耐えるため、北海道など日本北部の地域で庭木や生垣に利用される。刈り込みに強い性質から、しばしばトピアリーの材料に用いられ、日本でも鶴や亀などの刈り込が作られることもある。
東北北部と北海道ではサカキ、ヒサカキを産しなかったため、サカキ、ヒサカキの代わりに玉串など神事に用いられる。また、神社の境内にも植えられる。

### 木材
木材としては年輪の幅が狭く緻密で狂いが生じにくく加工しやすい、光沢があって美しいという特徴をもつ。紅褐色をした美しい心材が多く、彫刻品などの工芸品、器具材、箱材、机の天板、天井板、鉛筆材として用いられ、岐阜県飛騨地方の一位一刀彫が知られる。
水浸液や鋸屑からとれる赤色の染料（山蘇芳）も利用される。
ヒノキよりも堅いとされることや希少性から高価である。
アイヌもそのアイヌ語名が示すように弓の材料として用いたほか、小刀の柄、イクパスイ（酒箸）に用いた。また、心材や内皮を染色に用いていた。

### 果実
前述のように果実は種子が有毒であるが、果肉は甘く食用になり、生食にするほか、焼酎漬けにして果実酒が作られる。
アイヌも果実を「アエッポ（aeppo）」（我らの食う物）と呼び、食していたが、それを食べることが健康によいという信仰があったらしく、幌別（登別市）では肺や心臓の弱い人には進んで食べさせたとされ、樺太でも脚気の薬や利尿材として果実を利用した。

### 葉
葉はかつて糖尿病の民間薬としての利用例があるが、薬効についての根拠はなく、前述のように葉も有毒である。なお、樺太アイヌには葉の黒焼きを肺病喀血患者に煎じて飲ませる風習があった。

## 保全状態評価
LOWER RISK - Least Concern (IUCN Red List Ver. 2.3 (1994))
ワシントン条約の附属書IIに掲載されている。

## 地方公共団体の木

### 都道府県
- 岐阜県

### 市町村
- 北海道 - 恵庭市、北見市（北見地域）、函館市、富良野市、今金町、共和町、清里町、小平町、中川町、当麻町、東神楽町、美幌町、むかわ町、由仁町、西興部村、奥尻町、せたな町、北竜町､八雲町､南幌町､月形町､新十津川町､沼田町､羽幌町､豊富町､訓子府町､湧別町､壮瞥町､広尾町
- 青森県 - 八戸市､五戸町､東通村
- 岩手県 - 遠野市､軽米町
- 山形県 - 上山市､山辺町
- 山梨県 - 忍野村、山中湖村､鳴沢村
- 長野県 - 岡谷市、塩尻市、飯島町、御代田町、高山村、山形村
- 岐阜県 - 高山市
- 鳥取県 - 伯耆町､日南町

## エピソード
イチイの花言葉は、「高尚」とされる。
ヨーロッパの文学や神話伝承でしばしば「イチイ」と訳される樹木が登場するが、基本的に、近縁種のセイヨウイチイ（Taxus baccata）のことである。イチイと訳されるヨーロッパ諸言語（英語: yew、ドイツ語: Eibe、フランス語: if など）は、広義にはイチイ属を広く意味する。
ロビン・フッドはイチイと関係が深い。リチャード王に忠誠を誓い、その信頼を得て暴れまわっていたロビン・フッド。ところがリチャード王が亡くなり、マリア姫も失い、ロビン・フッドは討ち取られることになる。新しい王の部下と戦い、傷ついた彼は、修道院長である妹にかくまってもらう。やがて駆け付けたリトルジョンに、「この矢の落ちた先に埋葬してくれ。」といい、最後の力を振り絞って矢を放つ。矢が刺さったのはイチイの木の根元で、彼はそのイチイの木の根元に埋葬された。
ル=グウィン著の『ゲド戦記』で、当初ハイタカが愛用していた杖は「イチイの木」でできた杖であった。同書では、イチイの木は人を叩いても、傷つけない特殊な木として扱われている。